# Lucas Weinachter
 (juin 2025).
Motif : Où sont les sources secondaires, centrées et indépendantes qui montrent que les critères d'admissibilité sont atteints ?
- Archive Wikiwix
- Bing
- Cairn
- DuckDuckGo
- E. Universalis
- Gallica
- Google
- G. Books
- G. News
- G. Scholar
- Persée
- Qwant
- (zh) Baidu
- (ru) Yandex

| 1. | Préciser le motif de la pose du bandeau. | Précisez le motif de la pose du bandeau en utilisant la syntaxe suivante : {{admissibilité à vérifier\|date=juillet 2025\|motif=remplacez ce texte par le motif}}                     |
| 2. | Informer les utilisateurs concernés.     | Pensez à avertir le créateur de l'article, par exemple, en insérant le code ci-dessous sur sa page de discussion : {{subst:avertissement admissibilité à vérifier\|Lucas Weinachter}} |

 (juin 2025).
 (juin 2025).

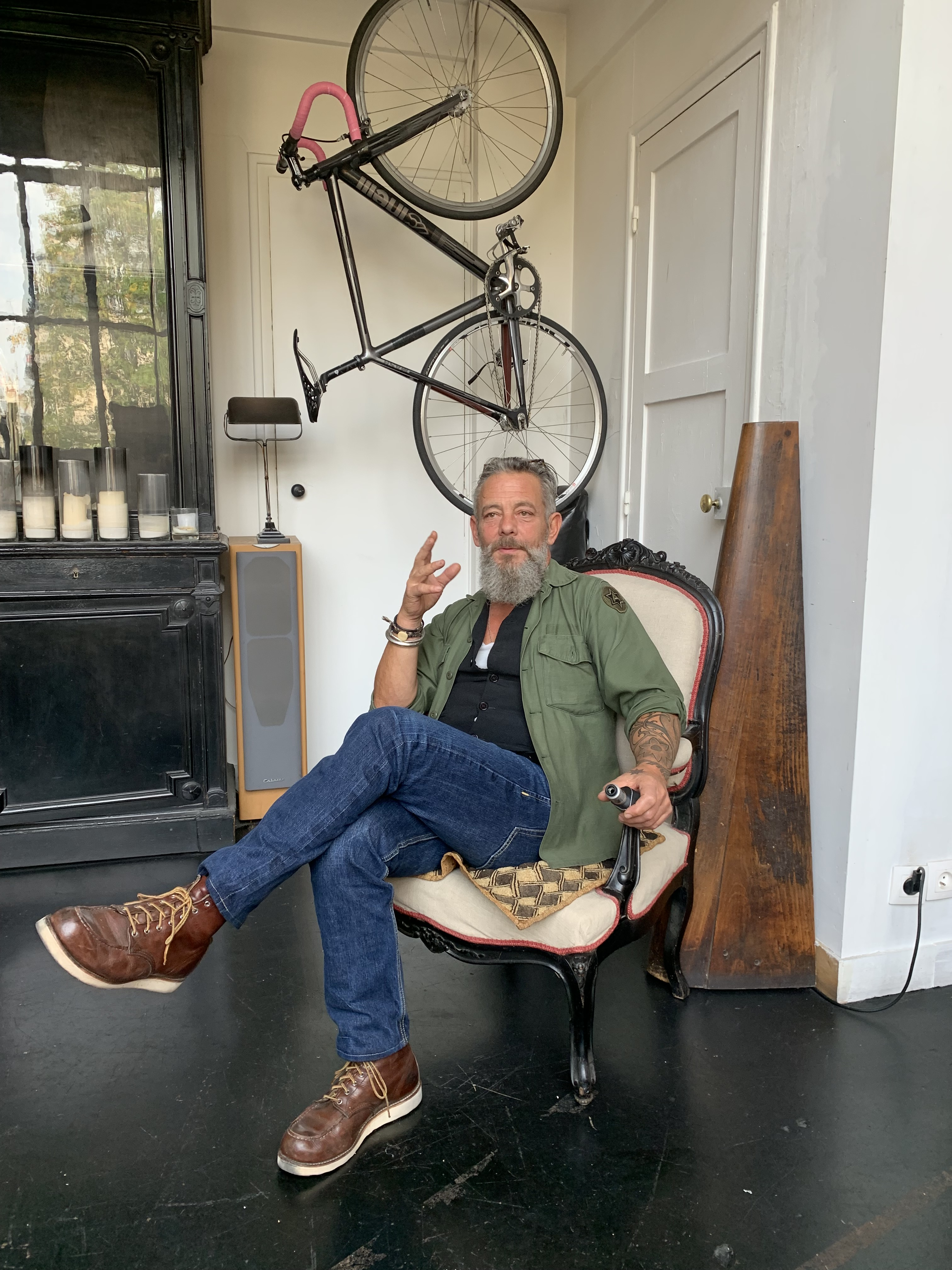

Lucas Weinachter est un artiste plasticien contemporain français né à Mont-Saint-Martin (Meurthe-et-Moselle) en 1959. Ancien élève de l'Académie des beaux-arts de Paris et formé à l’atelier de peinture de Vladimir Velickovic, vit et travaille à Paris[réf. nécessaire].
Il a exposé dans des galeries à Paris, Lyon, Strasbourg, Dieppe mais aussi participé à des salons à Paris, Bruxelles en Belgique et New York aux États-Unis[réf. nécessaire]. 

## Collections publiques
- Musée Barrois, Bar-Le-Duc (France)
- Fondation Meeus, Bruxelles (Belgique)
- Fond Régional d'Art Contemporain (FRAC) ville de Corbeil-Essonnes (France)

## Éditions
- Les arts dessinés N°10 - (Avril-mai-juin 2020) - "7 pechés capitaux"
- Sauver le Monde de Yann Kerninon. Editions Buchet - Chastel - parution 2019 - (couverture du livre : dessin de Lucas Weinachter de 2014 - acrylique, mine de plomb, fil et tissu)
- Végétaux I, Bandonéon sur Velin d’Arches (sérigraphie en 125 ex. numérotés & signés). Editions Del Arco (2008)
- Vanités.
- Sérigraphie sur vélin d’Arches (25 ex. numérotés & signés) - "L'éternel" - dessin à la mine de plomb - H65 x 50cm - Editions Del Arco (2006)